# Gösta Bjelkebo
Gösta Natanel Bjelkebo, född 13 juni 1904 i Karlskoga, död 16 mars 1974 i Stockholm, var en svensk målare, tecknare och illustratör.
Gösta Bjelkebo studerade vid Tekniska skolan i Stockholm 1926–1927 och för Tor Bjurström vid Valands målarskola i Göteborg 1928–1929. Därefter företog han studieresor till Frankrike och Holland 1937 samt till Paris 1949. Han debuterade i Jönköping 1945 och har därefter ställt ut separat i Karlskoga 1946–1949 och deltagit i flera samlingsutställningar bland annat var han tillsammans med Wilhelm Bergewing, Helge Nysell, Arne Kilsby, Oskar Persson, Sven Rapp och Herbert Walås en av utställarna på premiärutställningen i Karlskoga konsthall 1946. 
Han arbetade som illustratör för tidningar och tidskrifter som Dagens Nyheter, Folket i Bild, Vi och med den tecknade serien Trubb och Snut som publicerades i Hvar 8 dag samt illustretat ett flertal böcker bland annat Nils Ferlins Lars och Lisa i Stockholm. Hans konst bestod av figurkompositioner i olja.
Bland hans offentliga utsmyckningar märks en altartavla för Bunns kapell 1946 samt en väggmålning på Konditori Kungstornet Stockholm,

### Fotnoter
1. ↑  Sveriges dödbok 1901–2013